# Буланов, Владимир Петрович
Влади́мир Петро́вич Була́нов (19 февраля 1919 год, деревня Берница, Тверская губерния — 5 сентября 2008, Москва) — Главный штурман ВВС СССР (1971—1980), генерал-лейтенант авиации (1974), Заслуженный военный штурман СССР (1966), участник Великой Отечественной войны.

## Биография
Родился 19 февраля 1919 года в крестьянской семье. Учился в сельской школе Чагино, затем в Кашинской школе, где закончил 8 классов.
В 1936 году переехал в г. Подольск, к старшему брату. В этом же году поступил в Подольский индустриальный техникум на горновзрывное отделение.
В 1938 году, после окончания 2-х курсов техникума, поступил в Краснодарскую школу штурманов ВВС.
В июне 1940 года окончил школу штурманов, получил звание лейтенант. По разнарядке был направлен в качестве летчика-наблюдателя в 46-й бомбардировочный полк 7-й авиадивизии на аэродром Шяуляй в Литве.
С июня 1941 по июль 1944 года Владимир Петрович воевал в составе Северо-Западного, Западного и 3-го Белорусского фронтов.
С 20 июня по 19 октября 1941 года служил на аэродроме в Груджае (Литва), сделал 9 боевых вылетов на самолетах Ар-2. Позднее с аэродрома Жуковский он произвел 22 вылета.
В мае 1942 года перешел в 10-й авиационный разведывательный полк (аэродром Кубинка), в составе которого совершил 118 боевых вылетов. Позднее служил штурманом эскадрильи в Смоленске.
В ноябре 1943 года уехал в Оренбург, где поступил на штурманский факультет Военной академии (сейчас — Военно-воздушная академия имени Ю. А. Гагарина).
В 1944 году, будучи на практике, совершил 9 вылетов на самолете Ил-10, снова участвовал в боевых действиях.
В ноябре 1946 года окончил академию и был направлен в штурманскую службу Главного штаба ВВС, где работал инспектором, старшим штурманом.
В 1953 году — главный штурман по высадке экспедиции «Северный полюс-4», во время которой вместе с генералом Захаровым произвел полет на самолете Ил-28 в направлении Северного полюса, за что был удостоен ордена Красной Звезды.
С 1955 года последовательно занимал должность главного штурмана авиации Таврического военного округа, 76-й воздушной армии Ленинградского военного округа, 24-й воздушной армии (ГДР), ВВС Московского военного округа.
С марта 1971 по 1980 год — главный штурман ВВС.
В 1974 году было присвоено звание генерал-лейтенанта.
За годы летной службы Владимир Буланов освоил 36 типов самолетов и вертолетов, в том числе Ил-28, Ар-2, Як-27, Як-28.
В 1980 году вышел в отставку, четыре года работал в Институте Гражданского флота.
С апреля 2001 года по настоящее время — начальник 6-го объединенного Совета ветеранов авиации и ВДВ.
Жил в Москве. Умер 5 сентября 2008 года. Похоронен на Троекуровском кладбище в Москве.

## Награды
- орден Красного Знамени — (в наградном листе и приказе о награждении ошибочно указан Василием)[2] (05.12.1941)
- Орден Суворова 3-й степени — (представлялся к званию Героя Советского Союза)[3][4][5][6](06.11.1943)
- орден Отечественной войны 1-й степени (06.04.1985)
- два ордена Отечественной войны 2-й степени (10.12.1942[7], 06.09.1943 (представлялся к ордену Красное Знамя)[8])
- Орден Трудового Красного Знамени (за освоение Ан-22)
- четыре ордена Красной Звезды (в том числе 1945, 21.08.1953- за выслугу лет, 29.04.1954- за полёты в сложных метеоусловиях)
- Медали, в том числе:
  - «Жукова»
  - «За боевые заслуги» (24.06.1948- за выслугу лет)
  - «За воинскую доблесть. В ознаменование 100-летия со дня рождения Владимира Ильича Ленина»
  - «За победу над Германией в Великой Отечественной войне 1941—1945 гг.»
  - «Двадцать лет Победы в Великой Отечественной войне 1941—1945 гг.»
  - «Тридцать лет Победы в Великой Отечественной войне 1941—1945 гг.»
  - «Сорок лет Победы в Великой Отечественной войне 1941—1945 гг.»
  - «50 лет Победы в Великой Отечественной войне 1941—1945 гг.»
  - «60 лет Победы в Великой Отечественной войне 1941—1945 гг.»
  - «В память 850-летия Москвы»
  - «Ветеран Вооружённых Сил СССР»
  - «30 лет Советской Армии и Флота»
  - «40 лет Вооружённых Сил СССР»
  - «50 лет Вооружённых Сил СССР»
  - «60 лет Вооружённых Сил СССР»
  - «70 лет Вооружённых Сил СССР»
  - «В память 800-летия Москвы»
  - «За безупречную службу» 1-й степени

## Почётные звания
- Заслуженный военный штурман СССР (1966)